# Agencja Konsularna RP w Boguminie
Agencja Konsularna RP w Boguminie (Polská konzulární agentura v Bohumíně) – niefunkcjonujący obecnie polski urząd konsularny w Boguminie. 

## Historia
Powstała w 1920 po decyzji Konferencji Ambasadorów z 28 lipca 1920, przydzielającej zachodnią część Śląska Cieszyńskiego Czechosłowacji. Obejmowała swym zasięgiem działania Śląsk Cieszyński i Morawy. W 1921 urząd przeniesiono do Ostrawy, podnosząc jego rangę do konsulatu.

## Kierownicy konsulatu
- 1920–1921 – Jerzy Lechowski, kierownik konsulatu
- 1921 – Jan Jarczyński, kierownik konsulatu